# Байкинская волость
Байкинская волость — территориальная волость в Бирском уезде Уфимской губернии. Волостной центр — деревня Байки. Сейчас территория относится к Караидельскому району Республики Башкортостан Российской Федерации.

## География
В пределах волости имеются горы по берегам р. Уфы и речки Бердяша.

## Население
На 1906 год в волости 43 селения, жителей 12202 души обоего пола (Полный алфавитный список всех населенных мест Уфимской губернии / Изд. Уфим. губ. стат. ком. под ред. секр. Ком. А. П. Лобунченко. — Уфа, 1906.).
В 1912 году численность населения 13542 человека (этнический состав русские) в 47 населенных пунктах:
```
 
```

| Название                      | Численность (человек) |
| ----------------------------- | --------------------- |
| Байки                         | 2284                  |
| Ургуш                         | 906                   |
| Непряхина                     | 613                   |
| Каирово                       | 581                   |
| Айдос                         | 530                   |
| Бердяш                        | 521                   |
| Атербаш                       | 515                   |
| Апрелова                      | 500                   |
| Абызово (Шафеев перевоз)      | 429                   |
| Ельдяк                        | 398                   |
| Дубровка                      | 391                   |
| Разстреляева (Шеметовка)      | 379                   |
| Усть-Байки                    | 348                   |
| Абызова (Абызова Старая)      | 337                   |
| Курбатовский                  | 328                   |
| Петухова                      | 315                   |
| Никольский (Куярыш)           | 310                   |
| Спасское (Барское)            | 309                   |
| Хорошаева                     | 307                   |
| Лежебокова                    | 291                   |
| Килуновка                     | 286                   |
| Ильинский                     | 217                   |
| Липовский                     | 183                   |
| Абызовский (Новоселка)        | 179                   |
| Мага                          | 176                   |
| Семеновский                   | 174                   |
| Моховое озеро                 | 165                   |
| Николаевский (Ключик)         | 150                   |
| Атамановка (Атамановский луг) | 142                   |
| Тураева                       | 128                   |
| Одина                         | 123                   |
| Зинковский (Хорошаевский)     | 117                   |
| Кирзя                         | 115                   |
| Салази                        | 109                   |
| Казанский                     | 101                   |
| Александровский 1й (Озерко)   | 93                    |
| Галановский                   | 81                    |
| Ясюндинский                   | 74                    |
| Хутора при д. Непряхиной      | 72                    |
| Казаковка                     | 56                    |
| Выгузовский                   | 51                    |
| Белоножков (Кордон)           | 41                    |
| Озерки                        | 40                    |
| Байряшки (Турыши)             | 22                    |
| Романовский                   | 21                    |
| Шабалинский                   | 21                    |
| Хутора                        | 13                    |

## Состав волости
- Абызова (Старая Абызова)
- Абызово (Шафеев Перевоз)
- Абызовский (Новоселка)
- Айдос
- Александровский[2] (Озерко)
- Апрелова[3]
- Атамановка (Атамановский Луг)
- Атербаш
- Байки — волостной центр
- Байряшки (Турыши)
- Белоножков (Кордон)
- Бердяш (Бердяшский Перевоз)
- Выгузовский
- Галановка (Галановский)
- Дубровка
- Ельдяк
- Зинковский (Хорошаевский)
- Ильинский
- Казаковка
- Казанский
- Каирово
- Килуновка
- Кирзя
- Курбатовский
- Лежебокова
- Липовский
- Мага
- Моховое Озеро
- Непряхина
- Николаевский (Ключик)
- Никольский (Куярыш)
- Одина
- Озерки
- Петухова
- Разстреляева (Шеметовка)
- Романовский
- Салази
- Семеновский
- Спасское (Барское)
- Тураева
- Ургуш
- Усть-Байки
- Хорошаева
- Хутора
- Шабалинский
- Ясюндинский

## Инфраструктура
По справочнику 1906 года главное занятие населения — земледелие. Подспорьем в сельском хозяйстве служат заработки жителей селений, расположенных вблизи казенных, частновладельческих и башкирских лесных дач, которые в зимнее время занимаются выработкою и вывозкою на пристани лесных материалов, а жители селений, раскинутых по берегами р. Уфы, весною занимаются сплавом леса до г. Уфы.  